# Diplectrum macropoma
Diplectrum macropoma är en fiskart som först beskrevs av Günther, 1864.  Diplectrum macropoma ingår i släktet Diplectrum och familjen havsabborrfiskar. IUCN kategoriserar arten globalt som livskraftig. Inga underarter finns listade i Catalogue of Life.